# باشگاه فوتبال روژمبرک
باشگاه فوتبال روژمبرک (اسلواکی: MFK Ružomberok) یک باشگاه فوتبال اسلواکی است که در روژمبرک پایه‌گذاری شده است.